# 卡拉奇基夫齊 (卡緬涅茨-波多利斯基區)
48°36′17″N 26°51′55″E / 48.60472°N 26.86528°E
卡拉奇基夫齊（烏克蘭語：Калачківці），是烏克蘭的村落，位於該國西部赫梅利尼茨基州，由卡緬涅茨-波多利斯基區負責管轄，始建於1813年，面積9.86平方公里，2001年人口394，人口密度每平方公里40人。